# Guillem Sagrera

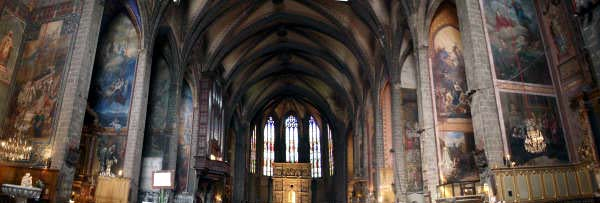
cathédrale de Perpignan.

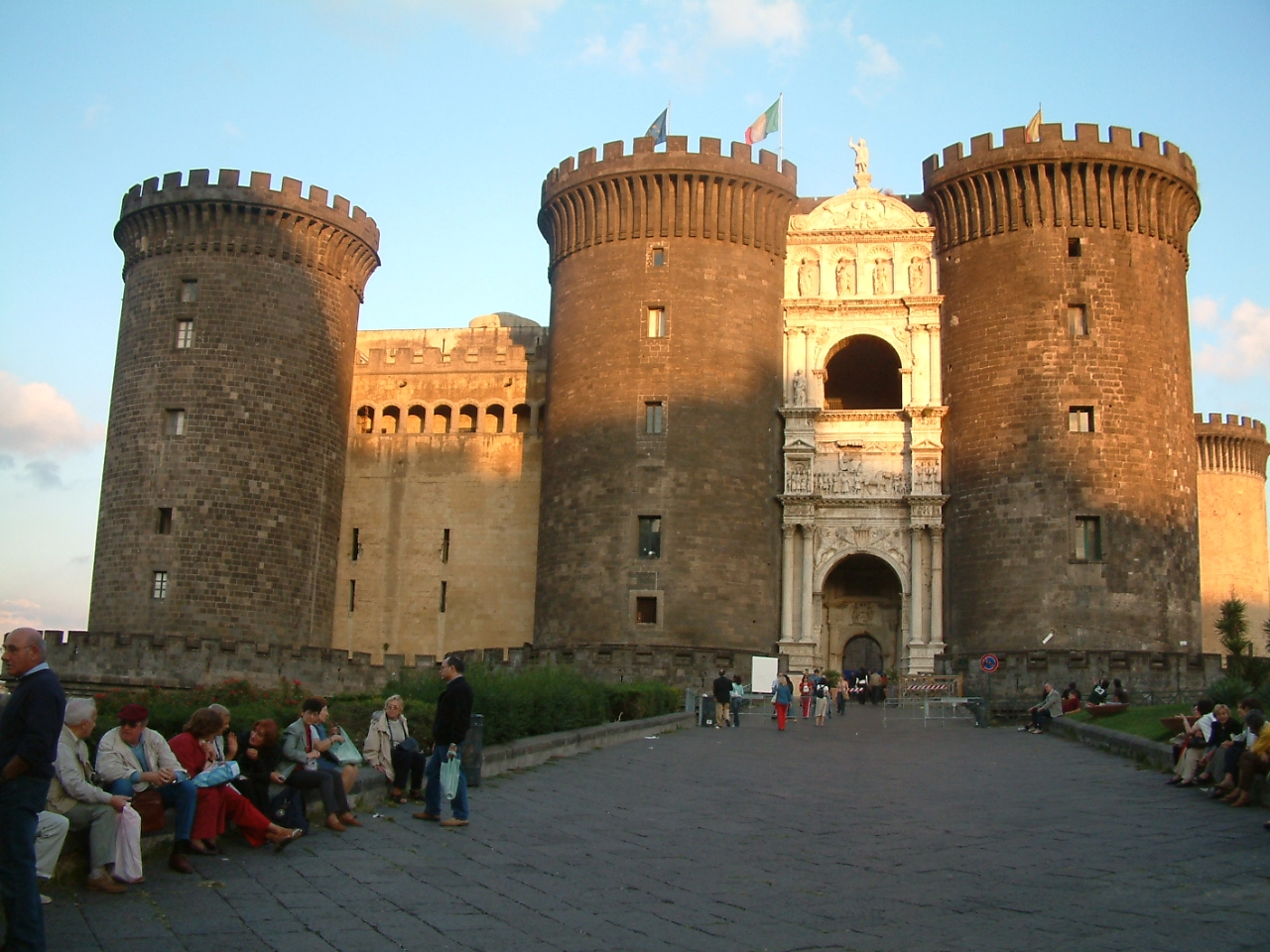
Castel Nuovo de Naples, portique ouest de Francesco Laurana

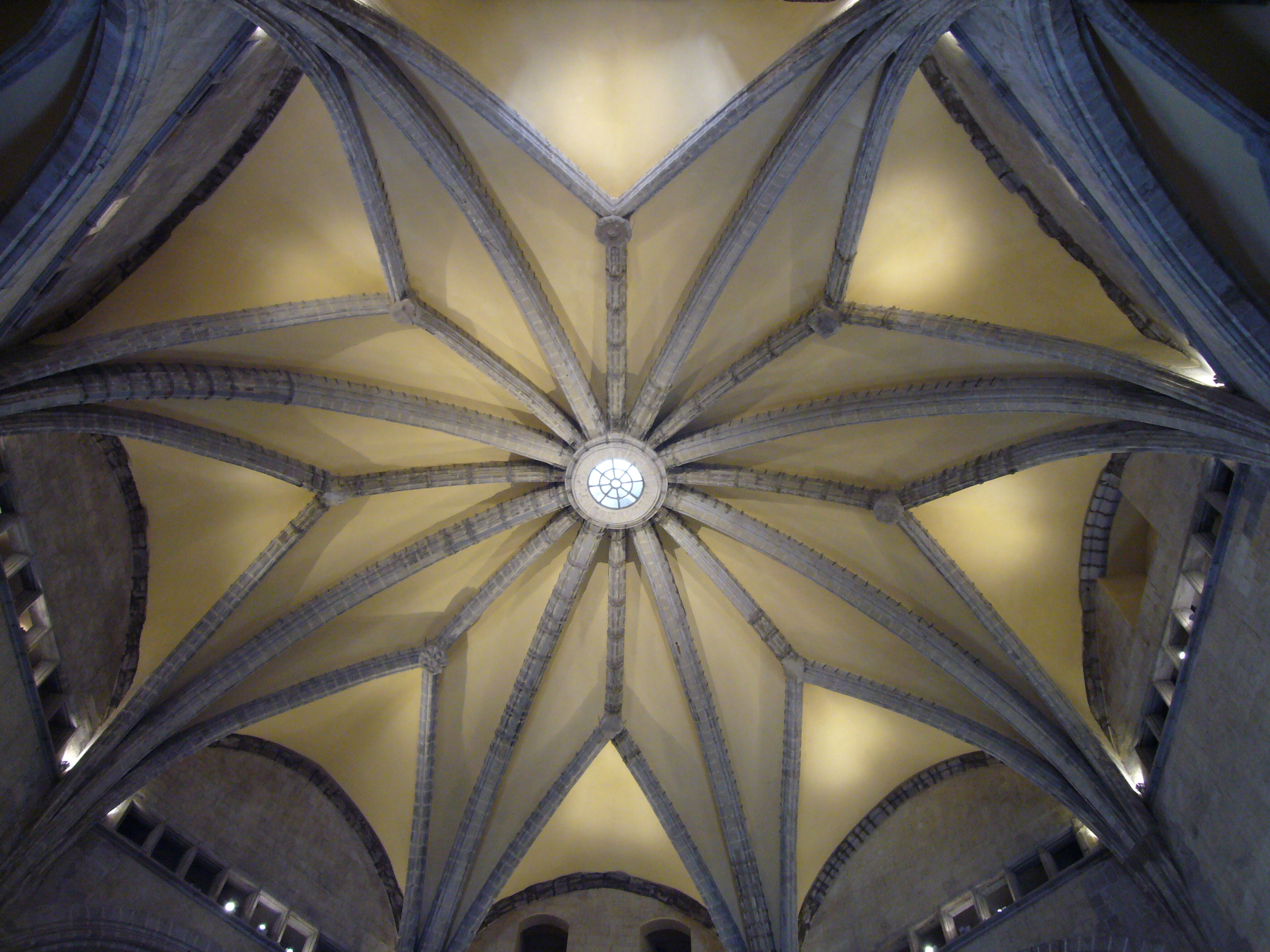
Salles des Barons de Castel Nuovo de Naples

Guillem Sagrera (Felanitx, Mallorca, vers 1380 -  Naples, 1456) était un architecte et sculpteur majorquin du gothique final.

## Réalisations

### Perpignan
Sagrera réalisa à Perpignan sa première œuvre remarquable. Il travailla en 1416 à la Cathédrale de la ville qui maintenait d'étroites relations avec le Royaume de Majorque. La construction du bâtiment avait été paralysée durant plusieurs années jusqu'à ce qu'Albert Garceran impulsât son achèvement. Sagrera fut maître d’œuvre, mais quitta cette  fonction puisqu'en 1422 il revint sur son île natale. En 1436, lorsqu'Albert Garceran prit la tête du diocèse, il fit terminer l'édifice selon les traces du majorquin. La cathédrale de Perpignan fut alors transformée dans le style gothique catalan-méditerranéen, avec une nef large et des chapelles entre les contreforts.

### Palma de Majorque
À partir de 1420, Guillem Sagrera fut nommé maître d’œuvre de la Cathédrale de Palma de Majorque où il travailla sur divers éléments. Parmi ceux-ci, se détache la Porte du mirador qu'il ne se contenta pas de dessiner, mais dont il réalisa également la décoration et les sculptures, notamment les Saint-Pierre et Saint Paul ainsi qu'une vierge aujourd'hui au Musée de Palma, et remplacée par une copie sur l'édifice.
En 1426 la congrégation des marchands de la ville, le chargea de la réalisation d'un de ses ouvrages les plus importants : la Loge de Palma. Sagrera y travailla jusqu'en 1447. Le bâtiment fut achevé en 1452 par son remplaçant, Guillem Vilasclar. Pour la Loge, Sagrera créa un espace couvert d'une voûte soutenue par six colonnes torsadées fines qui donnent une sensation de légèreté. Sagrera s'inspira probablement  de l'église des Dominicains à Palma, aujourd'hui disparue ou la salle capitulaire du couvent Saint Dominique (es) de Valence. L'architecte y retourna travailler en tant que sculpteur cette fois, ses sculptures ont une facture plus fine qu'à la Cathédrale de Palma de Majorque. La Loge de Palma est un ouvrage de référence du gothique civil qui fut prise en exemple pour la construction de la Loge de Valence.

### Naples
Alphonse le Magnanime appela Sagrera à Naples, où il résidait. Le sculpteur catalan Pere Johan commença la transformation du Castel Nuovo. Sagrera réalisa la conception générale du bâtiment, les tours circulaires et la grande salle des Barons.
Sagrera mourut alors qu'il était responsable de bâtiments napolitains en 1456.

## Principales réalisations
- Cathédrale de Perpignan ;
- Palais des Corts ;
- Cathédrale de Palma de Majorque ;
- Loge de Palma ;
- Castel Nuovo, Naples ;
- diverses sculptures.

## Hommage
- Une rue de Perpignan porte son nom.